# Svartvit solfjäderstjärt
Svartvit solfjäderstjärt (Rhipidura javanica) är en fågel i familjen solfjäderstjärtar inom ordningen tättingar.

## Utseende och läte
Svartvit solfjäderstjärt är en 17,5–19,5 cm cm lång flugsnapparliknande tätting med den för släktet karakteristiska solfjäderformade stjärten. Ovansidan är mörk och undersidan ljus, med smalt vitt ögonbrynsstreck, svart bröstband och vitspetsad svart stjärt. Kombinationen av helvit buk och otecknad rygg skiljer den från liknande mörka solfjäderstjärtar i sitt utbredningsområde. Sången består av en mycket ljus och gnisslig serie med en kort och fallande slutton. Bland lätena hörs hårda spinnande ljud och ljust gnissligt tjatter.

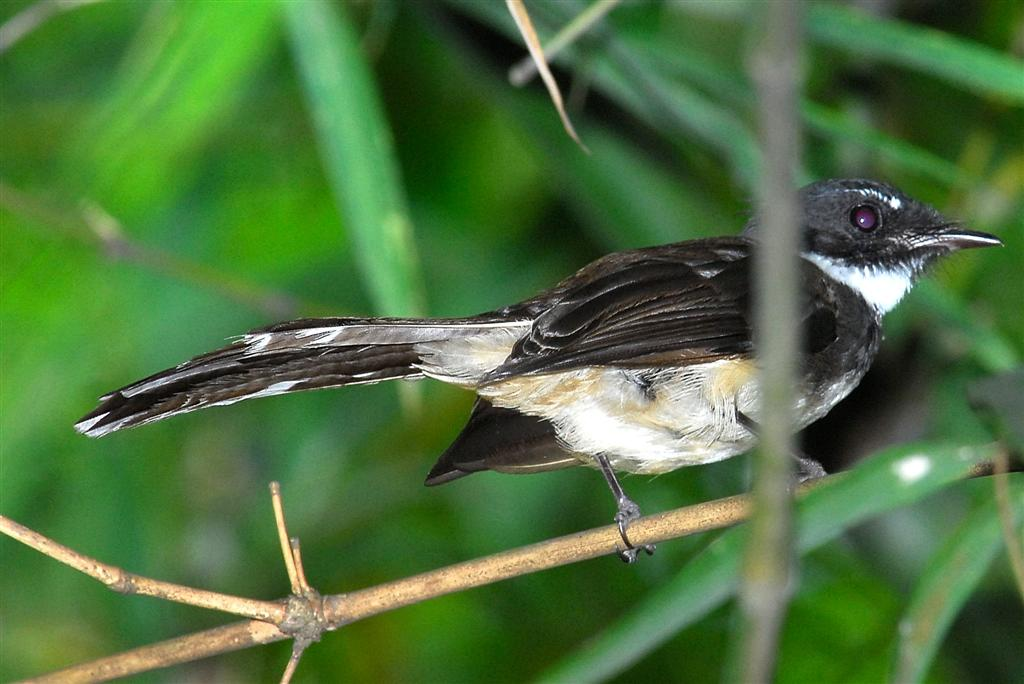

## Utbredning och systematik
Den svartvita solfjäderstjärten delas in i tre underarter med följande utbredning:
- Rhipidura javanica longicauda – förekommer från Sydostasien till Sumatra, Borneo och intilliggande öar.
- Rhipidura javanica javanica – förekommer på Java och Bali, men har även vid enstaka tillfällen rapporterats från Lombok.

Tidigare betraktades filippinsolfjäderstjärt (R. nigritorquis) vara en underart till javanica.

## Levnadssätt
Svartvit solfjäderstjärt hittas i olika typer av skogsområden, från öppen skog till parker och trädgårdar. Den är mycket aktiv medan den knycker på och breder ut stjärten. Fågeln ses ofta i artblandade kringvandrande flockar.

## Status
Arten har ett stort utbredningsområde och beståndet anses stabilt. Internationella naturvårdsunionen IUCN listar den därför som livskraftig (LC).